# Cephalaralia cephalobotrys
Cephalaralia cephalobotrys é uma planta e única espécie de Brassaiopsis.

## Sinônimos
- Aralia cephalobotrys (F.Muell.) Harms
- Nothopanax cephalobotrys (F.Muell.) Seem.
- Panax cephalobotrys F.Muell. 	Synonym